# Felipe Coelho
Felipe Floriano Coelho (Florianópolis, 13 de setembro de 1981) é um compositor, violonista, arranjador e produtor brasileiro. É considerado um músico de destaque na nova geração do violão brasileiro, conhecido por trazer uma extensa pluralidade de influências da música mundial ao instrumento.

## Biografia
Teve seu primeiro contato com o o violão aos seis anos de idade. Em 1997, enquanto fazia intercâmbio nos Estados Unidos, recebeu o prêmio "Most Outstanding Jazz Soloist" do Grissom State High School Jazz Festival, em Huntsville, obtendo a oportunidade de cursar o Jamey Aerbersold National Jazz Workshop, na Elmhurst University, em Chicago. 
Permaneceu nos Estados Unidos até obter, aos 23 anos, o título de Mestre em Música pela Georgia State University, como bolsista integral. Foi professor assistente na mesma instituição acadêmica e ainda teve a oportunidade de conduzir e compor para a GSU Bigband, com a qual realizou excursões no sul do país.
Possui uma pluralidade de influências culturalmente diversas, carregando nas suas composições características do flamenco(em especial Paco de Lucía), o gypsy jazz e as tradições da música oriental de Anoushka Shankar, Zakir Hussain e Avishai Cohen, mas percorrendo também suas raízes brasileiras na sua aproximação com o choro e a influência de Yamandu Costa, outro grande violonista brasileiro. Seu álbum lançado em 2020, Uanamasi, trouxe à sua amálgama de estilos o nujazz, o hip-hop, o rap e a soul music, incorporando o uso de samples e vocais, algo não presente em seus lançamentos anteriores.
Felipe Coelho foi agraciado com o Prêmio Elisabete Anderle em 2009 da Fundação Catarinense de Cultura, o Prêmio Circuito Funarte de Música Popular em 2010 ,o segundo lugar no Festival Nacional de Composição, que ocorreu em Vinhedo, em 2012, e vencedor da categoria de Melhor Instrumentista Catarinense pelo Prêmio Música SC em 2014. 
Até abril de 2020, o músico já havia participado de mais de 40 festivais de música e realizado doze turnês com seus trabalhos autorais, já tendo se apresentado em Chicago, Nova Iorque, Xangai e Buenos Aires. Foi também convidado a se apresentar em diversas orquestras dentro e fora do Brasil, com destaque para a KSU String Orchestra com a qual fez concerto em Atlanta em outubro de 2015.

## Discografia
- 2007 – Raízes Trançadas (CD)[12];
- 2009 – CataVento (CD)[12];
- 2011 – Musadiversa (CD)[12];
- 2013 – Todas as Direções (com a Orquestra Filarmonia Santa Catarina) (CD/DVD)[12];
- 2016 – Hora Certa (CD)[13];
- 2019 – Suíte Linguagens[14];
- 2020 – Uanamasi[10].